# Perictione
Perictione (Oudgrieks: Περικτιόνη) (5e eeuw v.Chr.), ook Perictione I genoemd, was zeer waarschijnlijk de moeder van de Griekse filosoof Plato. Ze zou een afstammeling van Solon zijn, de Atheense wetgever. Ze was gehuwd met Ariston. Samen kregen zij drie zonen: Glaucon, Adeimantus en Plato, en een dochter, Potone. Na Aristons dood rond 424 v.Chr. hertrouwde ze met Pyrilampes, een vriend van de overleden Atheense staatsman Pericles.

## Biografie
Over deze vrouwelijke filosoof bestaat enige verwarring. Sommigen menen dat ze de moeder van Plato was, terwijl anderen zeggen dat er van dergelijke relatie geen sprake was en dat de auteur van Over de harmonie van Vrouwen (circa 425–300 v.Chr.) een leerling was van Pythagoras die slechts dezelfde naam had als de moeder van Plato.
Als we aannemen dat zij de moeder van Plato was, dan geldt het volgende als waar:
- Perictione I was een Atheens burger uit een machtige familie waarvan gezegd wordt dat ze afstamde van de beroemde Atheense spreker en dichter Solon.
- Hoewel we de namen van haar ouders niet kennen, weten we dat Critias haar oom was en dat haar broer Charmides heette. Beide mannen waren vooraanstaande Atheense burgers. Beide worden ook genoemd in de lijst van de dertig tirannen die over Athene heersten tijdens de korte oligarchie (404 - 403 v.Chr.) aan het eind van de Peloponnesische Oorlog. Critias en Charmides waren vrienden van Socrates.
- Perictione huwde met Ariston omstreeks 432 v.Chr. Als Ariston de typische Atheense gebruiken volgde, moet hij zowat dertig jaar geweest zijn. Ook hij kwam uit een voorname familie en stamde af van Aristocles, die archont was geweest in 634 v.Chr.
- Ze hadden vier kinderen en vestigden zich als kolonisten op het eiland Aegina, met behoud van hun Atheense burgerschap. Het lijkt erop dat Plato daar geboren werd, maar door gebrek aan accurate informatie is dit verre van zeker.
- Haar eerste zoon, Adiemantus I, stierf als kind. Haar dochter Potone zou later de moeder worden van Speusippos, die de voorkeur kreeg boven Aristoteles om leider te worden van de Akademeia van Plato.
- Gedurende haar tweede huwelijk gaf Perictione I het leven aan een zoon, Antiphon, de halfbroer van Plato. Antiphon verschijnt ook in Parmenides, waarin hij zegt de filosofie de rug te hebben toegekeerd om zich te gaan bezighouden met paarden.
- Toen Perictione I voor de tweede keer weduwe werd, is ze waarschijnlijk gaan wonen bij haar oudste zoon.

## Werk als filosoof
Toegeschreven aan haar (niet onbetwist):
- Over de harmonie van Vrouwen (circa 425–300 v.Chr.)

Helen Buss Mitchell beschrijft Perictione als een Pythagoreeër en vernoemt haar als auteur van Over de Plichten van een Vrouw. Deze tekst kan in Engelse vertaling gelezen worden in Navons The Pythagorean Writings:
(citaat:) A woman should be a harmony of prudence and temperence. Her soul should be zealous to acquire virtue; so that she may be just, brave, prudent, frugal, and hating vainglory. Furnished with these virtues, she will, when she becomes a wife, act worthily towards herself, her husband, her children, and her family. Frequently, also, such a woman will act beautifully towards cities, if she happens to rule over cities and nations, as we see is sometimes the case in a kingdom. If she subdues desire and anger, there will be produced a divine symphony.
(vert.) Een vrouw zou een harmonie van voorzichtigheid en gematigdheid moeten zijn. Haar ziel zou ijverig moeten zijn om deugd te verwerven, opdat zij rechtvaardig, moedig, voorzichtig, zuinig en op haar hoede voor ijdelheid zou kunnen zijn. Gewapend met deze deugden zal zij, als ze eenmaal iemands vrouw wordt, waardig kunnen handelen naar zichzelf toe, haar man, haar kinderen en haar familie. Vaak ook, zal deze vrouw waardig handelen ten opzichte van een stad of natie, mocht zij daarover heersen. We merken dat dit soms het geval is bij een koninkrijk. Als zij erin slaagt om haar woede en begeerte te beheersen, zal zij het product zijn van een hemelse symfonie.